# Clithrocytheridea spinulosa
Clithrocytheridea spinulosa is een mosselkreeftjessoort uit de familie van de Cytherideidae. De wetenschappelijke naam van de soort is voor het eerst geldig gepubliceerd in 1868 door Brady.